# Øystre Slidre
Øystre Slidre és un municipi situat al comtat d'Innlandet, Noruega. Té 2.220 habitants (2016) i té una superfície de 963 km². El centre administratiu del municipi és el poble de Heggenes.
El municipi limita amb Nord-Aurdal i Vestre Slidre al sud, amb Vang a l'oest, amb Gausdal, Sør-Fron, i Nord-Fron a l'est, i amb Vågå al nord. Øystre Slidre és part del districte tradicional de Valdres, situat al centre-sud de Noruega, entre les valls de Gudbrandsdal i Hallingdal.
El punt més alt és el mont Rasletind, a una altitud de 2.010 metres sobre el nivell del mar. Al voltant del 73% de la superfície és situada per sota dels 900 metres d'altura. Més del 10% de la terra és a més de 1.300 metres sobre el nivell del mar. Els punts més baixos es troben a 410 metres sobre el nivell del mar. Els abundants llacs i rius cobreixen 75 quilòmetres quadrats de la zona. Els llacs més grans són Vinstre, Yddin, Vangsjøen, Javnim i Olevatn.